# John Anthony Henry
John Anthony Henry ( * 11 de março de 1939, Greenwich, Inglaterra – 8 de maio de 2007) foi um professor e cientista especialista em toxicologia da Faculdade de Medicina do Imperial College London. Desenvolveu sua atividade em St Mary's Hospital de Paddington (Londres). Levou a cabo importantes pesquisas sobre os efeitos que têm sobre a saúde o cannabis,a cocaina e outras drogas.